# Tàngara de caputxa blava
La tàngara de caputxa blava (Sporathraupis cyanocephala) és un ocell de la família dels tràupids (Thraupidae) i única espècie del gènere Sporathraupis Ridgway, 1898.

## Hàbitat i distribució
Habita la selva pluvial, vegetació secundària i boscos oberts als turons i muntanyes de Colòmbia i oest de Veneçuela, cap al sud, fins l'est de l'Equador, est del Perú i oest de Bolívia. Muntanyes costaneres del nord de Veneçuela i Trinitat.